# Filozofia indyjska

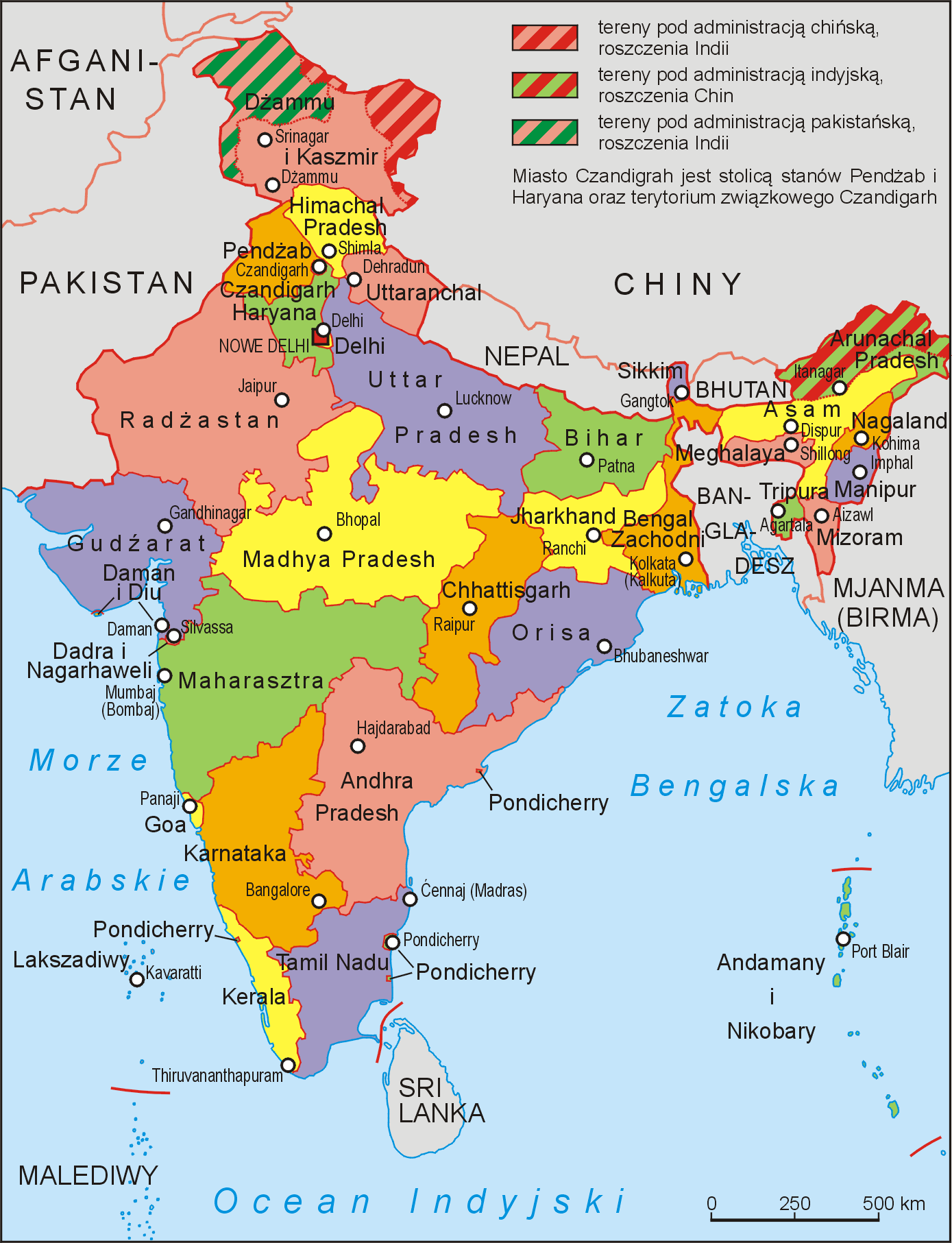
Mapa Indii

Filozofia indyjska – filozofia uprawiana na subkontynencie indyjskim oraz na obszarach, w których zaznaczyły się indyjskie wpływy kulturowe (jak Azja Środkowa, Tybet, Indonezja, Indochiny). Powstała niezależnie od filozofii europejskiej i od filozofii chińskiej. Jest ściśle związana z religiami indyjskimi, zwłaszcza z hinduizmem, buddyzmem i dżinizmem.
Starożytna filozofia indyjska rozwijała się w ramach określonych systemów, czyli szkół, które podzielić można na dwie duże grupy: ortodoksyjne (uznające autorytet Wed) i nieortodoksyjne (nie uznające ich autorytetu). Większość z tych szkół miała charakter ortodoksyjny i religijny. Do tej grupy zaliczyć należy następujące szkoły: wedanta, mimansa, sankhja, joga, njaja i wajsieszika. Szkołami nieortodoksyjnymi były: dźinizm, buddyzm i szkoła czarwaków-lokajatów.. Podział ten nie obejmuje jednak niektórych szkół ani nurtów.
Historia filozofii indyjskiej rozpoczęła się wraz z rozkwitem kultury aryjskiej i spisaniem świętych ksiąg hinduizmu. Szkoły filozofii hinduistycznej istniały według wierzeń hinduistów od dawna. Ich rozwój jednak nastąpił od siódmego i szóstego wieku p.n.e. Wówczas powstały systemu nieortodoksyjne, opozycyjne wobec Wed. Konkurencja owych nurtów z hinduizmem doprowadziła do rozkwitu szkół ortodoksyjnych. W szkołach tych refleksja filozoficzna koncentrowała się wokół komentowania tekstu klasycznego, autorstwa założyciela szkoły, oraz dysput z przedstawicielami innych nurtów myśli. Około ósmego wieku, głównie za sprawą Adi Śankary i Kumarili, buddyzm w Indiach zanikł prawie w całości, a inne systemy nieortodoksyjne znacznie podupadły. Powstrzymany został rozpad hinduizmu, powodowany częściowo przez filozofię nieortodoksyjną, a dominującym nurtem stała się wedanta. W średniowieczu drugiego milenium ery chrześcijańskiej rozwijała się bujnie wedanta i powstały w jej obrębie liczne nurty komentujące święte teksty tego systemu. Współczesna filozofia indyjska również jest przeważnie wedantyjska.
Od czasów starożytnych filozofia o silnych wpływach indyjskich była też rozwijana w Tybecie, Indonezji, Malajach, Sri Lance, Birmie i innych państwach Półwyspu Indochińskiego. Od chwili przybycia do Chin pierwszych buddyjskich misjonarzy (tj. ok. II w. p.n.e.), indyjskie koncepcje filozoficzne – głównie buddyjskie – wpływały na życie umysłowe Państwa Środka, a za jego pośrednictwem także na Koreę i Japonię. Od końca osiemnastego wieku myśl indyjska zaczęła oddziaływać na Zachód.

## Filozofiawedyjsko-smrytyjska

### Zaczątki myśli hinduistycznej

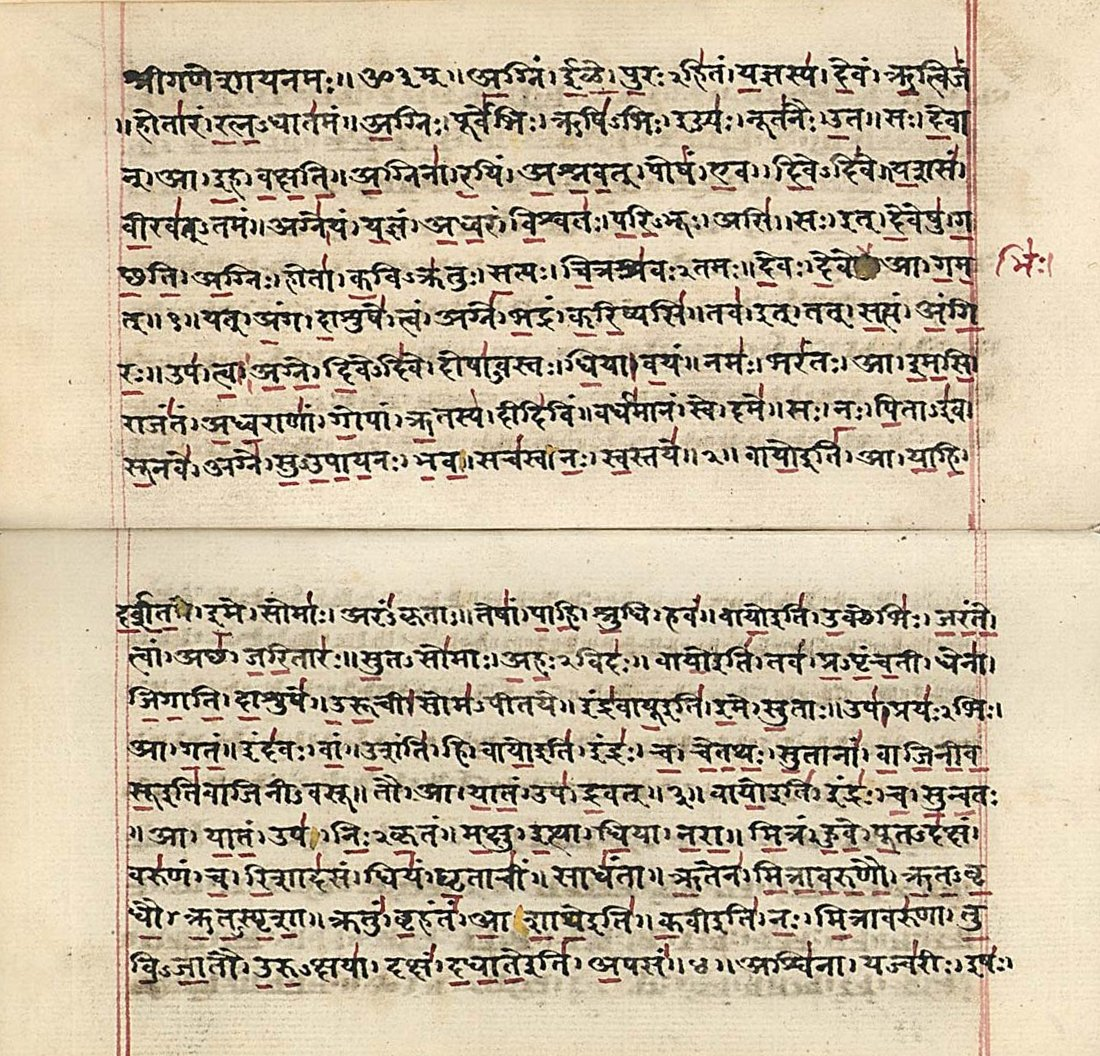
Strona z Rygwedy zapisana w sanskrycie

Źródła filozofii hinduistycznej znajdują się już w Rygwedzie i brahmanach, mających przeważnie charakter kosmologiczny. Twórcy Rygwedy, Ariowie, wyznawali religię zwaną wedyzmem, będącą wczesną fazą rozwoju hinduizmu. Wedyjski hinduizm znajdował się na pograniczu monoteizmu i henoteizmu. Różne bóstwa czczone były jako przejawy jednego Boga, o czym świadczyć może następujący werset Rygwedy:
Prawda jest jedna, ale mędrcy nazywają ją różnymi imionami (RW 1:164:46)
W Rygwedzie znajdują się też elementy doktryny o Brahmanie, rozumianym wówczas jako przenikająca wszechświat siła o trudnej do określenia naturze. Z czasem jednak termin Brahman stał się synonimem bramina. Dopiero w Upaniszadach termin ten odniesiony został ponownie do Boga-Absolutu.
W brahmanach pojawiają się kluczowe dla późniejszej myśli indyjskiej pojęcia filozoficzne takie jak: Brahman, atman czy reinkarnacja. Zawierają one także opisy rytuałów, które były szczególnie ważne w wedyzmie.

### Filozofia Upaniszad
W Upaniszadach świat opisywany jest jako ułuda czy iluzja (maja). Prawdziwy jest natomiast Brahman (Absolut, Bóg, Najwyższy Duch) – wszechobecna, niewidzialna substancja, pozbawiona wszelkich atrybutów, która podtrzymuje wszechświat i jest źródłem każdej rzeczy. Świat materialny jest widzialnym przejawem Brahmana. Prawdziwą naturą każdej istoty jest odróżniana od ciała i umysłu Jaźń (Atman). Jest ona utożsamiana z Brahmanem, jednak maja uniemożliwia istotom dostrzeżenie tego.
Według Upaniszad dusza każdej istoty żywej przechodzi przez reinkarnację i pewien czas po śmierci wciela się w inną istotę, która może być wyższa lub niższa ewolucyjnie – to zależy od czynów duszy. Każda dusza poprzez swe czyny, myśli słowa itp. zbiera karmana – negatywnego bądź pozytywnego – który jest odpowiedzialny za jej przyszły dobrobyt lub cierpienia. Zakończenie procesu reinkarnacji następuje na skutek zdobycia mądrości duchowej (dźńana) co spowoduje poznanie Brahmana, co jest tożsame ze zjednoczeniem się z nim. Konieczne do tego jest także wyrzeczenie się zła.
Upaniszady wyróżniają cztery zjawiska świadomości: jawa, sen, głęboki sen oraz zjednoczenie z Brahmanem. Uszeregowane zostały w kolejności od najniższego do najwyższego pod względem duchowym.
Upaniszady nauczają, że społeczeństwo powinno się dzielić na cztery warny:
1. Bramini – kapłani
2. kszatrijowie – wojownicy i rządcy, monarchowie
3. wajśjowie – kupcy, rzemieślnicy
4. śudrowie – robotnicy rolni

O przynależności do każdej z tych warn mogą decydować wyłącznie umiejętności i charakter. Najwyższe wymagania moralne i duchowe stawiane są braminom, a najniższe śudrom.

### Filozofia Bhagawadgity

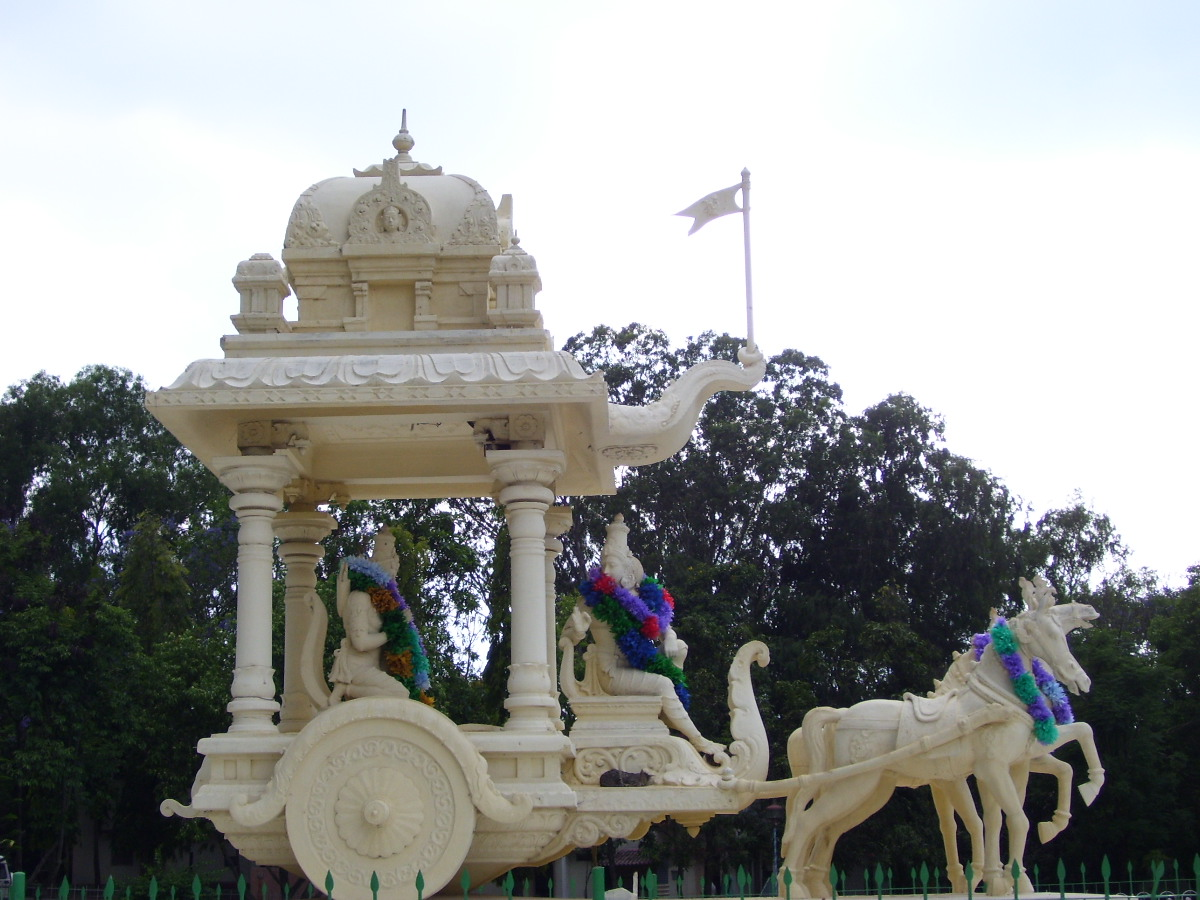
Pomnik przedstawiający Krysznę i Ardżunę tuż przed bitwą na rydwanie wojskowym, na którym Kryszna wygłosił Bhagawadgitę

Bhagawadgita naucza, że prawdziwą naturą każdej istoty jest nieśmiertelny Duch, Jaźń, który istniał od zawsze i zawsze będzie istniał. Ciało jest tylko jego „ubraniem”.
Innym ważnym przesłaniem owego tekstu jest konieczność wykonywanie wszelkiej działalności (w tym własnych obowiązków) bezinteresownie – działając nie powinno się koncentrować na owocu czynu, lecz na samym czynie. Bhagawadgita zakazuje także bierności i powstrzymywania się od czynu, gdyż czyn jest bardzo ważny, a poza tym nie jest możliwe niewykonywanie jakiegokolwiek czynu nawet przez moment. Człowiek (także inne istoty) jest bowiem popychany nieustannie do działania przez trzy guny, do których, zgodnie z Bhagawadgitą, człowiek powinien podchodzić jako obserwator i pod żadnym pozorem się z nimi nie utożsamiać. Według Bhagawadgity każdego czynu powinno się dokonywać jakby był ofiarą religijną – w ten sposób można się pozbyć karmana, którego skutkiem są kolejne wcielenia (hinduiści dążą do przerwania wcieleń i osiągnięcia mokszy). Konieczne jest także opanowanie zmysłów i powstrzymywanie się od kontemplacji przedmiotów zmysłów, gdyż to powoduje przywiązanie i cały ciąg innych negatywnych emocji oraz skutków, prowadzących do utraty rozsądku i totalnej ruiny.
Zgodnie z Bhagawadgitą, Kryszna (jej główna postać) jest wcieleniem najwyższego Pana, Boga, który zstępuje jako Awatara, gdy na świecie pojawi się degeneracja moralna. Kryszna przenika wszechświat oraz go podtrzymuje, mieszka w sercu każdej żywej istoty, jest sprawcą tworzenia oraz zniszczenia wszystkich rzeczy materialnych.
Bhagawadgita uważa drogę oddania Bogu, miłości wobec niego za najwyższą ze ścieżek wiodących ku oświeceniu. Według Kryszny człowiek oświecony dostrzega Boga w każdej istocie i każdą istotą w Bogu. Nie ma jakichkolwiek uprzedzeń ani sympatii – wszystkich traktuje jako równych.

## Filozofia braminizmu
Braminizm wyłonił się z wedyzmu. W okresie braminizmu nastąpiło usztywnienie się systemu kastowego (podziału na cztery warny: kapłanów, wojowników, rzemieślników i rolników). Szczególnie wzrosła rola braminów (kapłanów). Rozbudowano także znacznie praktyki ofiarne i rytualne. W braminizmie pojawiła się także doktryna o transmigracji dusz, choć rozbudowana wiara w reinkarnację istniała już znacznie wcześniej.
Braminizm był bezpośrednim preludium hinduizmu. Przeobrażenie się braminizmu w hinduizm nastąpiło na skutek popularyzacji w indyjskim społeczeństwie technik medytacji jako sposobu na osiągnięcie zbawienia, celem wyzwolenia z sansary.
Braminizm w sposób pośredni przyczynił się także do rozwoju nowych nurtów religijno-filozoficznych takich jak: buddyzm, dźinizm i tantryzm.

## Sześć szkół ortodoksyjnych według tradycyjnego podziału

### Sankhja
Stworzenie sankhji przypisuje się starożytnemu mędrcowi Kapili. Postać klasyczną nadał temu systemowi jednak Iśwarakryszna (IV/V wiek n.e.).
Sankhja głosi dualizm – jej podstawą jest doktryna, że wszystko składa się z dwóch pierwotnych zasad: pramaterii („prakryti”) i ducha („purusza”). Pramateria jest jednolita i stanowi pierwotną przyczynę. Poznanie jej jest skutkiem logicznego rozumowania. Duch jest natomiast wieloraki. Duch jest świadomy, lecz bierny, a pramateria aktywna, lecz pozbawiona świadomości. Duch to bierny obserwator, który pochłonięty oglądaniem pramaterii utożsamia się z nią. Zdaniem Iśwarakryszny oświecenie polega na rozpoznaniu swej odrębnej od pramaterii natury. Jest wieczne, wówczas osiąga się niezachwiany spokój.
Przedstawiciele sankhji uważali, że związek pramaterii i ducha wystarczy do wyjaśnienia procesu ewolucji świata. W konsekwencji, część nurtów sankhji głosiła ateizm.
Sankhja głosiła teorię przyczynowości w myśl której, przed swym powstaniem skutek istnieje już w swej przyczynie, lecz w sposób logicznie określony.
Zgodnie z sankhją wewnętrznymi własnościami pramaterii są trzy guny (typy energii fizycznej): sattwa (jasność, dobroć, wiedza), radźas (aktywność, pasja, namiętność) i thamas (mrok, bezwład, apatia itp.). Wszechświat zostaje stworzony gdy jedna z gun zdobywa dominację nad pozostałymi dwoma. Powstaje wówczas, w odróżnieniu od prakryti, wikriti. Stan przewagi jednej guny nad pozostałymi dwoma jest nietrwały – wkrótce inna zacznie dominować. Będzie się tak działo aż do końca wszechświata, gdy wszystkie guny znajdą się w stanie równowagi.
Sankhja opisuje proces ewolucji pramaterii przy pomocy dwudziestu pięciu pierwiastków (łącznie z pramaterią) które się grupami wyłaniają z siebie nawzajem, począwszy od pramaterii. Dwudziestym szóstym elementem jest duch, który nie podlega ewolucji.
Praktycznie każdy system filozofii indyjskiej przyswoił sobie pewne doktryny sankhji. Filozofia ta miała także wpływ na medycynę indyjską, ajurwedę i psychologię indyjską.

### Joga

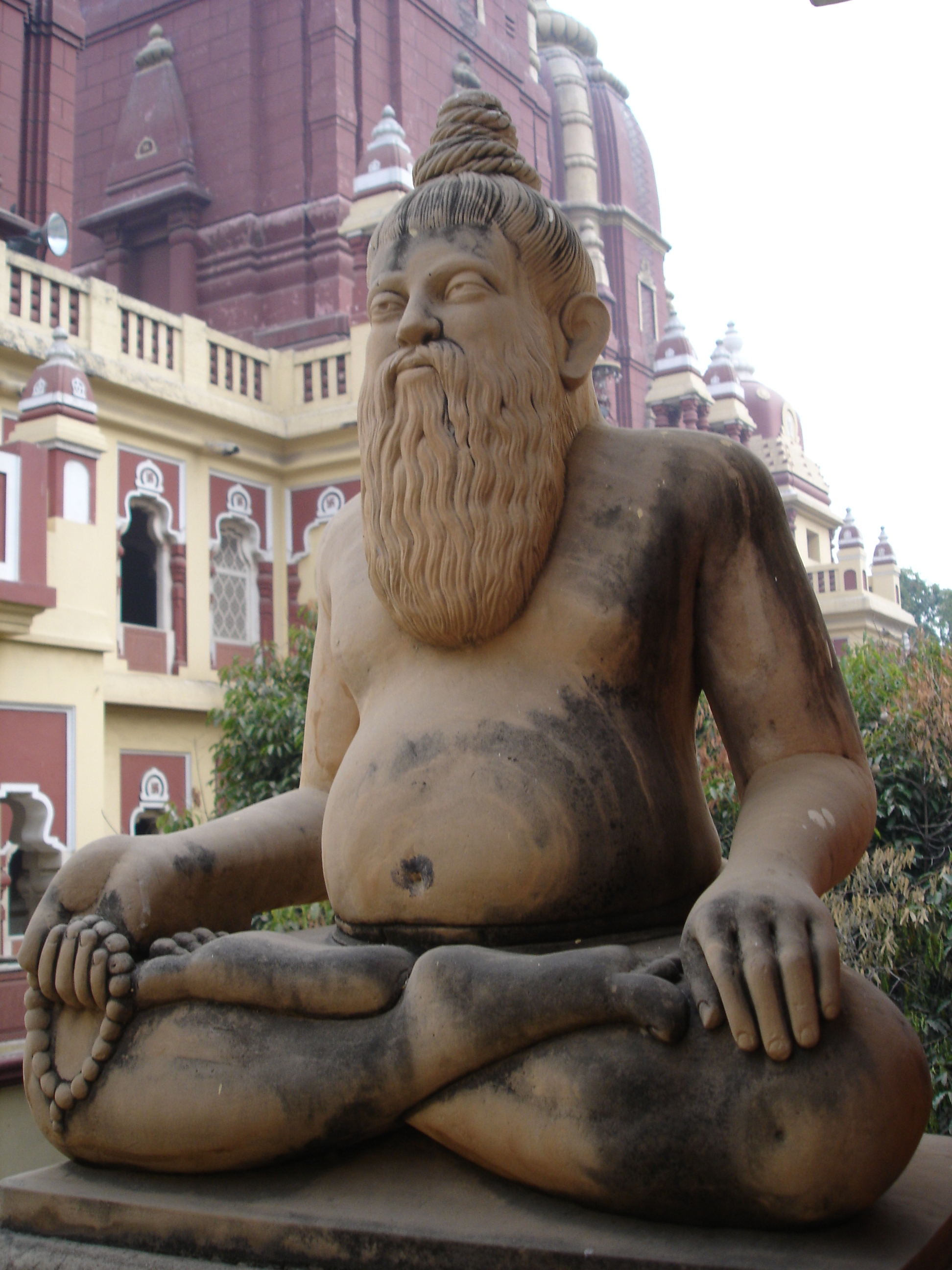
Pomnik postawiony medytującemu joginowi, Birla Mandir, Nowe Delhi

Podstawowym tekstem jogi jako systemu filozoficznego są Jogasutry autorstwa Patańdźalego, który skodyfikował nauki o jodze. Joga według Patańdźalego polega na „powściągnięciu zjawisk świadomości” (Jogasutry I:2). Wyróżnia on pięć zjawisk świadomości:
1. Prawdziwe poznanie
2. Błąd poznawczy
3. Fantazjowanie
4. Głęboki sen
5. Przypomnienie

Jogasutry opisują osiem aspektów (często mylnie nazywanych stopniami) rozwoju duchowego jogina:
1. Jama – opanowanie pięciu zasad moralnych: niestosowania przemocy, prawdomówności, nie-kradzenia, powściągliwości seksualnej i rezygnacji z przywiązań materialnych.
2. Nijama – opanowanie pięciu zasad ascetycznych: czystości ciała, nieustannego zadowolenia, ascezy, studiowania świętych tekstów, poddania się Iśwarze (Bogu)
3. Asana – właściwa, wyprostowana postawa medytacyjna
4. Pranajama – właściwa kontrola oddechu (podczas medytacji)
5. Pratjahara – powstrzymanie naturalnej aktywności zmysłów
6. Dharana – koncentracja na jednym przedmiocie (np. na mantrze lub na świętym wizerunku)
7. Dhjana – kompletne wyciszenie umysłu
8. Samadhi – ostatni etap; całkowite zjednoczenie z Bogiem i wyzwolenie z sansary.

Zgodnie z Jogasutrami jogin, który rozwija się duchowo może zdobyć nadnaturalne moce mistyczne (siddhi), jednak nie powinien przykładać do nich zbyt dużej wagi ani w żadnym wypadku uważać ich za ostateczny cej jogi, gdyż może się to skończyć egoizmem i kolejnymi wcieleniami, oddalaniem od mokszy.

### Mimansa (Purwa-mimansa)
Mimansa to system powstał około czwartego wieku p.n.e., skodyfikowany przez Dźajminiego. Mimansa kładzie nacisk na karmajogę oraz na różnorodne czynności rytualne opisane w Wedach. Jej wyznawcy zajmują się także obroną autorytetu Wed i wyszukiwaniem argumentów, które za nim przemawiają. Mimamsakowie wykształcili w tym celu rozbudowany system logiki, dialektyki i semantyki. We wczesnym średniowieczu mimansa została rozbudowana o system prawny oraz o filozofię zbawienia, według której podstawą zbawienia jest poszanowanie Wed, działanie zgodnie z ich wskazówkami moralnymi oraz spełnianie opisanych w nich czynności rytualnych. Od VIII wieku mimamsakowie zaczęli przechodzić na wedantę. Proces ten został uwieńczony przez zwycięstwo Adi Śankary w dyspucie z przedstawicielem mimansy Mandana Miśrę, który został najwybitniejszym uczniem Śankary i ważnym przedstawicielem wedanty.

### Wedanta (Uttaramimansa)
Podstawowymi tekstami wedanty są Brahmasutry przypisywane Badarajanie – założycielowi wedanty, które powstały w przedziale IV-I wieku p.n.e. Jako że zostały napisane językiem trudnym i niezrozumiałym, późniejsi wedantyści pisali do nich komentarze. Wedanta opiera się na trzech tekstach: Brahmasutrach, Upaniszadach i Bhagawadgicie.
Doktryny wedanty zostały skodyfikowane ok. VIII wieku przez Adi Śankarę, który stworzył system monistyczny zwany Adwajta Wedanta. W okresie średniowieczna nastąpił dalszy rozwój wedanty i jej późniejsi przedstawiciele stworzyli nowe doktryny, wprawdzie bazujące w mniejszym lub większym stopniu na adwajcie Adi Śankary, lecz inne lub nawet sprzeczne.

#### Adwajta

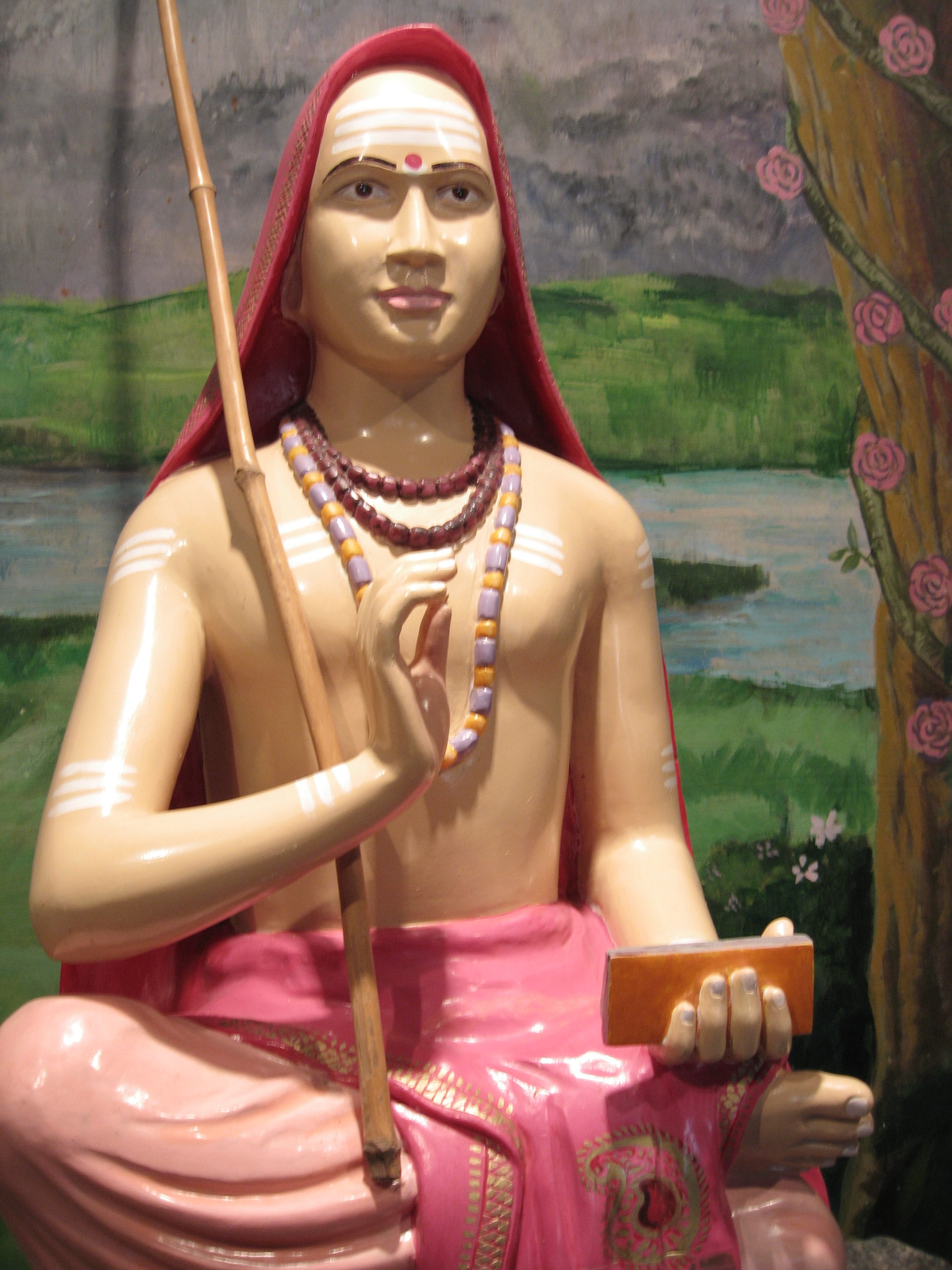
Adi Śankara – posąg w mandirze w Mysore

Doktrynę adwajty stworzył i skodyfikował Adi Śankara, choć opiera się ona na naukach, których otrzymał od swego mistrza Gowindy Bhagawatpady, a także na filozofii jego nauczyciela – Gaudapady.
Główną tezą Adwajtawedanty jest całkowita jedność atmana (prawdziwej jaźni każdej żywej istoty) i Brahmana (Absolutu, Boga). Śankara uważał, że prawdziwą naturą każdego jest Brahman, jednak wszechświat, który jest mają uniemożliwia istotom dostrzeżenie tego. Poznanie prawdziwej natury można uzyskać poprzez zdobywanie wiedzy duchowej (dźńana), intensywną medytację nad własną naturą; poznanie Brahmana jest równorzędne z zespoleniem się z nim i uświadomieniem sobie prawdy o nierzeczywistości świata.
Według Śankary, w chwili uświadomienia sobie własnej brahmanicznej natury wszechświat jaki dotychczas widzieliśmy ulega unieważnieniu (badha), uważamy go za nierzeczywisty, podobnie jak w chwili przebudzania uważamy nasze sny za nierzeczywiste. Śankara uważał, że istnieją trzy poziomy rzeczywistości:
1. Istnienie pozorne – sny, halucynacje itp.
2. Istnienie empiryczne – świat który dostrzegamy na jawie
3. Istnienie absolutne – Brahman; Śankara podkreślał, że nie ma istnienia wyższego od Brahmana

Brahman jest uważany przez Śankarę za istotę najwyższą, bezforemną podtrzymującą wszechświat. Można go jednak przedstawić symbolicznie, co ma duże znaczenie przy kulcie religijnym, co (w hinduizmie) jest często praktykowane.

#### Wiśisztadwajta
System wiśisztadwajta został stworzony w Indiach południowych przez Ramanudźę, który żył w jedenastym i dwunastym wieku ery chrześcijańskiej. Wywodził się z wisznuizmu. Wiśisztadwajta stanowiła „zmodyfikowany monizm”, zmodyfikowaną formę adwajty Adi Śankary. Ramanudźa kładł nacisk na Brahmana (nazywanego przez niego Wisznu) jako Boga osobowego, pełnego łaski i miłości wobec swych bhaktów. Według Ramanudźy rzeczywistość była jedna, jednak miała trzy aspekty: Brahman, materia i dusze. Ostatnie dwa były zależne od pierwszej oraz pierwsza była zależna od ostatniej. Ramanudźa odrzucił także twierdzenie o nierzeczywistości materii.
Ramanudźa uznał wiedzę duchową i czynności rytualne za skuteczne sposoby osiągnięcia zbawienia, jednak jego zdaniem najlepsze było oddanie się Bogu lub poddanie mu duszy (prapatti).
Ramanudźa był jednym z kilku wybitnych średniowiecznych teologów wisznuickich, którzy udzielili bhaktyzmowi podbudowy filozoficznej.

#### Dwajta
System dwajty stworzył Madhwa Anandatirtha w XIII wieku. Rozwinął koncepcje Ramanudźy odchodząc całkowicie od monizmu. Podobnie jak Ramanudźa głosił realność trzech różnych kategorii: Boga, dusz i materii, jednak według Madhwy były to byty odrębne, natomiast Ramanudźa uważał, że tworzyły razem jedną rzeczywistość. Madhwa odrzucił doktryny Upaniszad o jedności Jaźni i Boga, interpretując je jako metafory. Madhwa uważał, że zbawienia dostępują dobre i szlachetne dusze przez łaskę Wisznu. Twórca Dwajta Wedanty wprowadził także kompletnie obcą hinduizmowi ideę wiecznego potępienia, na co mieli jego zdaniem zostać skazani niegodziwcy. Zwyczajne dusze zdaniem Madhwy podlegały po prostu transmigracji.

#### Dwajtadwajta
System dwajtadwajty (dualistycznego monizmu) stworzył Nimbarka (teorie na temat dat jego życia są bardzo różne). Zgodnie z tym systemem Brahman jest najwyższym bytem, Absolutem, pełnym łaski, miłości i szczęścia. Dochodzi się do niego poprzez łaskę i oddanie się mu. Dusze i wszechświat są emanacją Brahmana, są przez niego powstrzymywane i całkowicie od niego zależne. Są jednocześnie tym samym co Brahman i różne od niego. Aby opisać stosunek między nimi używa się analogii np. Brahman jest jak Słońce, a dusze i wszechświat jak jego promienie.

#### Śuddhadwajta
System śuddhadwajty (czystego monizmu) stworzył Wallabha w czternastym i piętnastym wieku. Jest on bardzo podobny do adwajty Śankary; wywodzi się z tradycji wisznuickiej. Jedyna różnica polega na tym, że śuddhadwajta nie uznaje świata za nierzeczywisty, lecz za przejaw Brahmana. Według Wallabhy wszechobecny, wszechmocny, wszechwiedzący Brahman jest jedyną prawdziwą istotą. Świat to jego przejaw, a dusze to jego części. Prawdziwą naturą każdej duszy jest Brahman. Wallabha kładł bardzo silny nacisk na oddanie się Bogu i jego łaskę jako drogę do niego.

#### Aćintja Bhedabheda
System ten stworzył Ćajtanja Mahaprabhu w szesnastym wieku. Uważał on Brahmana (Wisznu) za wszechprzenikającego Boga, pełnego łaski i miłości oraz za jedyną istotę. Kładł nacisk na silne oddanie Bogu, szczególnie poprzez śpiew religijny. System Ćajtanji jest jednocześnie dualistyczny i monistyczny, podobnie jak system Nimbarki. Z dwajtadwajty właśnie zaczerpnął Ćajtanja doktryny o stosunku pomiędzy Brahmanem a duszami i materią.

### Njaja
Njaja zajmowała się bardziej logiką i epistemologią niż teologią. Została stworzona przez Akszapadę Gautamę kilkaset lat przed początkiem ery chrześcijańskiej. Uważała logiczne rozumowanie za podstawę osiągania szczęścia. Njaja wykształciła rozbudowany system logiczny wykorzystywany przez każdą szkołę myśli indyjskiej.

### Wajśeszika
Wajśeszika była szkołą fizyków i chemików. Powstała mniej więcej w tym samym okresie co njaja lub może nieco wcześniej. Założył ją Kanada. Głosiła doktrynę atomizmu, pluralizmu i dualizmu. Jej przedstawiciele uważali, że świat jest realny, składa się z bezwymiarowych atomów, które w momencie zniszczenia wszechświata się rozpadają, a gdy wszechświat zostaje znowu stworzony Brahma zbiera je razem i układa z nich nowy wszechświat. Istnieje jednak również siła adriśta, który powoduje wszystko co nadprzyrodzone. Wajśeszika uznawała uświadomienie sobie odrębności duszy od wszechświata oraz jego budowy z atomów jako drogę do zbawienia. Uważała także każdą istotę za odrębny byt. Owa filozofia rozróżniała dziewięć różnych elementów: ziemię, wodę, ogień, powietrze, przestrzeń, czas, wymiar, umysł i duszę. Wajśeszika klasyczna była z pewnością teistyczna, mimo iż teizm pierwotnej wajśesziki znajduje się pod znakiem zapytania.
W późnym średniowieczu njaja i wajśeszika połączyły się w jeden system.

## Trzy szkoły nieortodoksyjne według tradycyjnego podziału

### Buddyzm

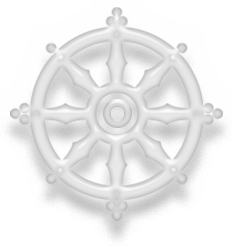
„Koło Dharmy” – najczęściej spotykany buddyjski symbol

Filozofia buddyjska została zapoczątkowana w piątym lub szóstym wieku p.n.e. przez Buddę. Podstawą i pierwszymi naukami Buddy były cztery szlachetne prawdy:
1. Pierwsza Szlachetna Prawda o Cierpieniu (Dukkha)
2. Druga Szlachetna Prawda o Przyczynie Cierpienia (Dukkha)
3. Trzecia Szlachetna Prawda o Ustaniu Cierpienia (Dukkha)
4. Czwarta Szlachetna Prawda o Ścieżce Prowadzącej do Ustania Cierpienia (Dukkha)

Proces ustawania Cierpienia (Dukkha) opisany jest poprzez Dwanaście ogniw współzależnego powstawania, gdzie pierwszym ogniwem oraz pierwotnym źródłem Cierpienia jest Niewiedza.
Stan doskonałego ustania Cierpienia to Nirwana, gdzie następuje wyzwolenie od cyklu narodzin i śmierci, czyli samsary, ponieważ ustanie niewiedzy prowadzi do tego, że nie powstają splamienia i odpowiadająca im karma, a po śmierci nie dochodzi do kolejnego wcielenia (zgodnie z procesem reinkarnacji według dwunastu ogniw współzależnego powstawania).
Siunjata to kluczowe pojęcie występujące w buddyzmie i jest niezbędnym pojęciem dla zrozumienia mahajany, aby rozwinąć mądrość w celu całkowitego usunięcia stanu Niewiedzy. Zgodnie z jej doktryną wszystkie rzeczy i dharmy są przejawieniami pozbawionymi inherentnie wrodzonego istnienia. Szkoły buddyzmu wczesnego (tzw. Hinajany) na ogół przyjmowały inherentne istnienie dharm, takimi jakimi wydają się przejawiać, np. na poziomie inherentnie niepodzielnych atomów jak utrzymywala wajbaszika, choć zakładały brak inherentnie wrodzonej tożsamości „ja”, która istniałaby na bazie tych dharm (zjawisk). Zrealizowanie „pustości” (Siunjata) zjawisk oprócz doprowadzenia do wyzwolenia od cierpienia (dukkha) umożliwia w buddyzmie mahajany osiągnięcie Doskonałego Oświecenia. Nauka o tym odnosi się do postawy Bodhisattwy, który szuka Doskonałego Oświecenia nie tylko dla samego siebie, ale przede wszystkim w celu pomocy wszystkim czującym istotom.
Podstawy buddyjskie wspólne dla wszystkich tradycji:
1. Wszystkie złożone zjawiska są nietrwałe.
2. Wszystkie naznaczone skazą (splamieniami i prowadzącą do nich odpowiednią karmą) rzeczy i zdarzenia są Cierpieniem (Dukkha).
3. Wszelkie zjawiska i stany są pustością i są pozbawione własnego istnienia, bądź braku tożsamości „ja”.
4. Nirwana jest prawdziwym ustaniem Cierpień i Niewiedzy.

#### Hinajana
Hinajana (sanskr. Mały Wóz) jest uznawana za jeden z trzech głównych i zarazem najwcześniejszy odłam buddyzmu. Nazwę wprowadzono z punktu widzenia nauk Mahajany w odróżnieniu do wcześniejszych od niej 18 tradycyjnych szkół kanonu palijskiego, z których najbardziej znane to Sautrantika i Wajbaszika. Doktryny hinajany oparte są bezpośrednio na naukach Buddy – przede wszystkim trzech „koszach” kanonu palijskiego – vinaya (reguł dotyczących życia zakonnego), sutrach Buddy oraz naukach abidharmy. Szkoły Hinajany obecnie nie istnieją, choć jej nauki są nadal kultywowane jak podstawa nauk buddyzmu. Obecnie najbardziej zbliżoną do Hinajany tradycją jest Theravada.
Nauki hinajany akcentują indywidualną pracę nad umysłem, wyrzeczenie się niewłaściwych działań oraz wykonywanie właściwych, zgodnie z Ośmioraką Ścieżką, aż do osiągnięcia stanu nirwany, wyzwolenia od cierpień i przyczyn cierpienia.

#### Mahajana
Mahajana pochodzi z Indii i pierwotnie istniała w północnej części tego subkontynentu, na terenie współczesnego Pakistanu. Podczas pierwszego stulecia naszej ery rozprzestrzeniła się na tereny Dalekiego Wschodu. Następnie w Indiach z Mahajany wyodrębniła się Wadżrajana i w ósmym wieku naszej ery została przeniesiona do Tybetu i dalej do innych krajów Wschodu.
Mahajana jest systemem opartym przede wszystkim na sanskryckiej adaptacji Palijskiego Kanonu. Charakterystyczną cechą buddyzmu mahajany na tle nauk Hinajany jest zmiana ideału soteriologicznego, rozumienie „pustości” (sanskryt. Siunjata), gdzie głównymi doktrynami o niej są Czittamatra i Madhjamaka, nauki o naturze Buddy oraz zastosowanie terminu trzech ciał Buddy. Ideałem staje się nie arhat, tak jak w Hinajanie, który osiągnął wyzwolenie od cierpień Nirwana poprzez wyrzeczenie się Samsary, ale bodhisattwa – czyli istota, która rozwinęła postawę Bodhiczitty, aby osiągnąć Doskonałe Oświecenie dla pożytku wszystkich czujących istot.

##### Madhjamaka
Madhjamaka, czyli „Droga Środka” (Sanskryt: माध्यमक, Mādhyamaka, Pinyin: Zhōngguānzōng; zwana też Śunyavada) – jest tradycją nauk Mahajany na temat m.in. siunjaty usystematyzowaną przez Nagardżunę (ok. 150-250 r. n.e.). Nagardżuna zawarł w madhjamace esencję nauk Buddy jakie on przekazywał w tzw. Drugim Obrocie Kołem Dharmy. „Drogi Środka” jest teoretyczną doktryną na temat siunjaty poza wszelkimi „skrajnościami” błędów popadnięcia w omylnie rozumiany stan „pustości” jako nicości (nihilizmu) oraz błędów eternalizmu (inherentnego, wrodzonego i niezależnego istnienia zjawisk). Dowodzenie Nagardżuny zwane „Królem wszystkich argumentów” prezentuje to następująco: Wszystko jest współzależne, w rozumieniu konwencjonalnym wszystkie zjawiska tworzą się i zanikają pod wpływem odpowiednich dla nich przyczyn i warunków, pomimo że na poziomie ostatecznego wglądu nie można w tych zjawiskach odnaleźć ich inherentnej, wrodzonej i niezależnej egzystencji, jednak, gdyż względnie wydają się one tak pojawiać i zanikać, nie ma dlatego również totalnej pustości, jako nicości.

##### Czittamatra
Czittamatra – szkoła filozoficzna „tylko umysłu” wywodząca się od przekazu „jogaczary” o naturze buddy Maitrei przekazanego przez Asangę (Indie, IV w.n.e) oraz rozpowszechnionego przez Vasubandhu (Indie, IV). Główna obecnie występująca doktryna mahajany obok madhjamaki. Interpretację jogaczary jako czittamatry dokonali m.in. Dharmapala (530–561 r. n.e.), Sthiramati i Gunamati. Termin czittamatra, oznaczający z sanskrytu „Tylko Umysł”, odnosi się do istnienia samoświadomego i samorozświetlającego się umysłu wolnego od dualizmu postrzegającego i postrzeganego aspektu doświadczania, który możliwy jest do urzeczywistnienia bezpośrednio w czasie praktyki buddyjskiej. Inherentne istnienie owego „tylko umysłu” jako natury umysłu i rzeczywistości negowane jest przez madhjamakę, która uważane jest za najbardziej precyzyjną doktrynę buddyjską przez mahajanę. Tym niemniej przekaz „jogaczary” na bazie którego wyodrębniono czittamatrę uważany jest jako dopełnienie madhjamaki przez niektóre nurty buddyjskie.

#### Wadżrajana
Wadżrajana to kierunek buddyzmu związany z praktyką tantr, który wyodrębnił się w II wieku n.e. w Indiach w ramach tradycji Mahāyāna znacząco różniący się od niej metodami praktyk, który również pielęgnuje ideał bodhisattwy, rozwija miłujące współczucie (skt. bodhiczitta) dla pożytku wszystkich istot oraz zrozumienie natury rzeczywistości siunjata i wiedzy o naturze Buddy. W tradycyjnej Mahajanie Bodhisattwa praktykuje postawę bodhiczitta oraz właściwe zrozumienie rzeczywistości, zgodnie z naukami o „pustości” siunjata i naturze Buddy poprzez Sześć Paramit, zbierając stopniowo oraz oddzielnie (podczas medytacji lub poza nią) nagromadzenie zasługi i mądrości, niezbędne, aby osiągnąć oświecenie, tj. trzy ciała Buddy, co zajmuje czas trzech niezliczonych okresów (skt. kalpa). Wadżrajana jest jednak szczególną ścieżką, gdyż umożliwia to bodhisattwie niezwykle szybko oraz jednocześnie, szczególnie poprzez praktykę Tantr Jogi Najwyżej, bezpośrednio prowadząc do oświecenia, tj. trzech ciał buddy, już za życia praktykującego.

### Dźinizm

Swastyka – symbol dźinizmu

Stworzenie dźinizmu powszechnie przypisuje się Mahawirze Wardhamanie i uważa się, że miało miejsce w V wieku p.n.e. Według dźinistów jednak Mahawira był ostatnim z dwudziestu czterech Tirthanakarów – dźinijskich mędrców, którzy, począwszy od pierwszego tworzyli religię i filozofię dźinijską. Historyczną postacią (oprócz Mahawiry) jest jedynie dwudziesty trzeci – Parśwanatha. Zadanie Mahawiry polegało na skodyfikowanie systemu myśli dźinijskiej.
Dźinizm naucza, że każda istota żywa posiada dźiwę (duszę), która podobnie jak w hinduizmie i buddyzmie przechodzi przez reinkarnację i zdobywa dobrą i złą karmę. Poprzez prawe postępowanie i ascetyczne życie można spalić wszelką karmę i osiągnąć nirwanę – wyzwolenie od reinkarnacji, cierpienia, wieczną błogość, wszechwiedzę.
Podstawą etyki dźinijskiej są wartości takie jak ahinsa (niekrzywdzenie żadnych żywych istot). Dla dźinistów bardzo ważnym elementem ahinsy jest zachowanie diety wegetariańskiej, a dla niektórych nawet fruktariańskiej. Zgodnie z kosmologią dźinijską wszechświat przechodzi cykle rozwojowe, my obecnie żyjemy w drugim najgorszym. W religii dźinijskiej nie występuje pojęcie Boga, wszechświat istnieje sam z siebie, toteż jest ona nieteistyczna. Zgodnie z dźinizmem wszechświat ma kształt klepsydry – w przewężeniu żyją ludzie, w dolnej części demony, a w górnej części istoty oświecone, dewowie.
Inną ważną dźinijską doktryną filozoficzną jest anekantawada, czyli cząstkowość i niepełność wszelkiego ludzkiego poznania.
Około pierwszego wieku n.e. doszło do schizmy w dźinizmie: podziału na digambarów (bardziej ortodoksyjnych) i śwetambarów (bardziej liberalnych). Obecnie większość dźinistów to śwetambarowie. Różnice filozoficzne między tymi szkołami są jednak nieznaczne.

### Ćarwakowie (Lokajatowie)
System Ćarwaków stworzył Ćarwaka ok. ósmego wieku p.n.e. Był to system materialistyczny, który negował autorytet Wed, braminów, istnienie Boga, reinkarnacji, życia pośmiertnego, głosił, że wyłącznie świat materialny jest realny. Ćarwakowie spotykali się z silnym sprzeciwem ze strony religijnej toteż ich filozofia nie cieszyła się dużą popularnością. Ich ataki na hinduizm utwierdziły jednak jego wyznawców w ich wierze i jako reakcję na nie rozwinęły się liczne nurty myśli broniące silnymi argumentami wiary.

## Adźiwikowie
Szkołę adźiwików założył Maskarin Gośala w VI wieku p.n.e. Powstała jako odnoga dźinizmu. Był to system ateistyczny i fatalistyczny. Adźiwikowie negowali działanie prawa karmy, akceptowali reinkarnację, uważali, że niezależnie od czynów każda dusza po tej samej liczbie żywotów (była ona dokładnie określona) osiągnie zbawienie, toteż jej czyny ni słowa nie mają znaczenia. Grupa ta najprawdopodobniej zanikła w XIV wieku n.e.

## Filozofia śiwaicka

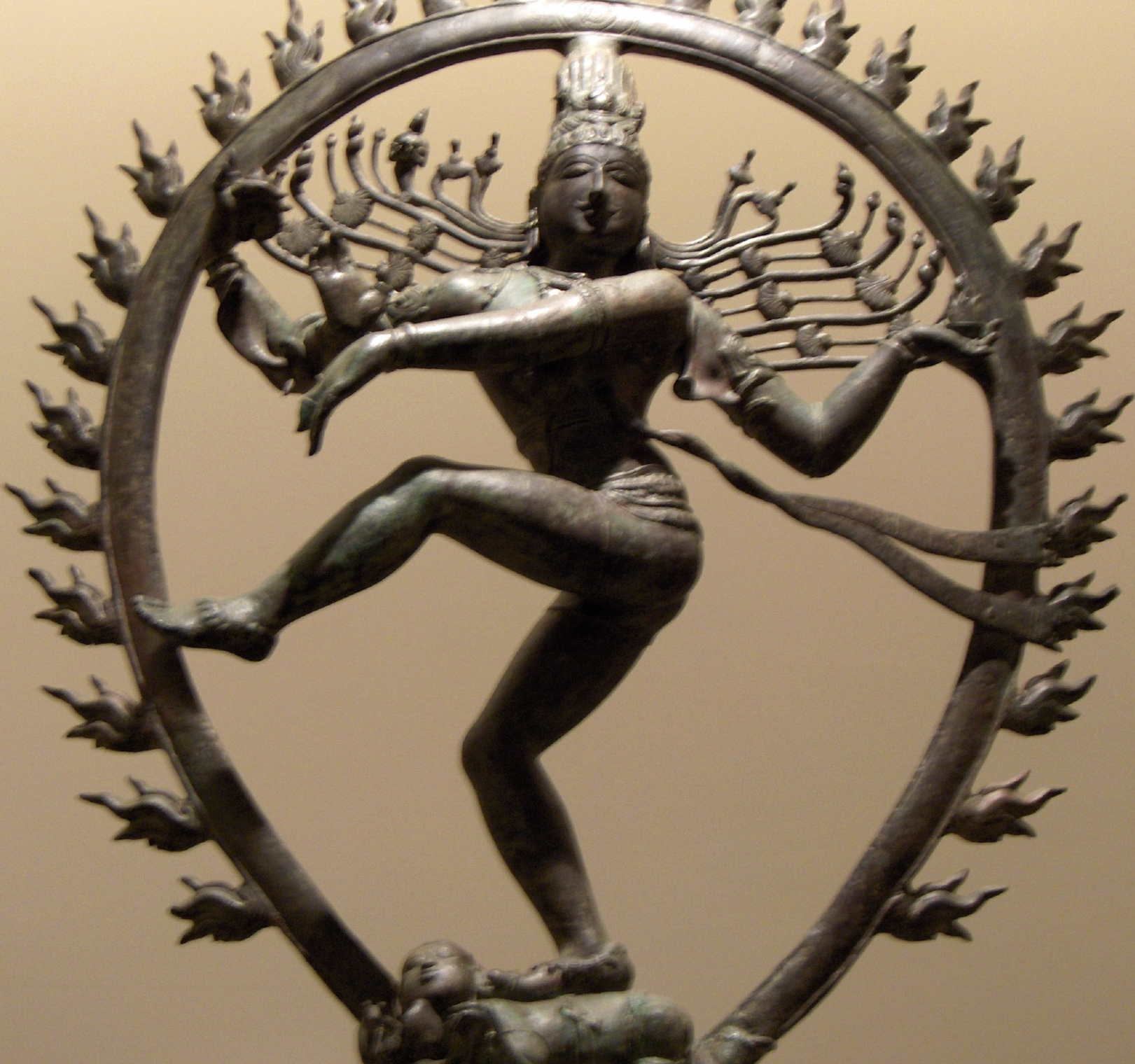
Nataradźa – najbardziej charakterystyczne przedstawienie Śiwy

Śiwaizm to jeden z czterech głównych nurtów hinduizmu (obok wisznuizmu, śaktyzmu i smartyzmu). Według śiwaitów Bogiem jedynym jest miłosierny Śiwa, rozumiany jako tożsamy z wszechobecnym, wszechmocnym, Brahmanem. Śiwaizm wykształcił sześć głównych szkół: paśupatowie, kalamukhowie, kapalikowie, śiwaizm kaszmirski, śiwaizm tamilski i lingajaci. Do dziś istnieją tylko trzy ostatnie.

### Śiwaizm kaszmirski
Śiwaizm kaszmirski to system monistyczny, mający wiele podobieństw do Adwajta Wedanty. Śiwaici kaszmirski wierzą, że świat jest nierealny i że jedynym celem jego istnienie jest umożliwienie Atmanowi poznania natury Brahmana. Według nauk śiwaizmu kaszmirskiego moksza polega na nagłym rozpoznaniu prawdziwej natury Boga. Śiwaizm kaszmirski rozpatruje świat jako emanację wibracji (spanda).

### Śiwaizm tamilski
Śiwaizm tamilski głosi pluralizm i monoteizm. Uważa Boga (Śiwę), dusze i wszechświat za trzy różne byty. Śiwaici tamilscy kładą nacisk na oddanie Śiwie, rozumianego jako kochający, pełen szczęścia bezforemny Bóg. Najwyższy stan duchowy to według tej szkoły przebywanie w jedności z Śiwą, trzeba jednak pamiętać, że koncept ten jest różny od zespolenia z Bogiem, o którym mówi np. adwajta wedanta.

### Lingajaci
Szkołę lingajatów założył Basawa w dwunastym wieku. Jego filozofia koncentruje się głównie na praktykach rytualnych i społecznych niż na teologii, która stanowi rodzaj monizmu zmodyfikowanego, podobnie jak wiśisztadwajta Ramanudźy. Basawa odrzucił całkowicie kult świętych wizerunków, kult świątynny, pielgrzymki, system kastowy, zwyczaj zawierania małżeństwa przez młodzież, autorytet Wed i braminów, ustanawiając nowe kapłaństwo – dżangama. Jedynym czczonym przez lingajatów wizerunkiem jest lingam – symbol Śiwy. Każdy lingajat ma obowiązek nieustannego noszenia go przy sobie.

## Filozofia tantryczna
Tantryzm (nie mylić z buddyzmem tantrycznym, czyli wadźrajaną) to kierunek filozoficzno-religijno-magiczny, który narodził się w Indiach północnych w V wieku. Wiązał się ściśle z śaktyzmem. Jego szczyt przypadł na średniowiecze, jednak później zmniejszył swą popularność w Indiach. Rozprzestrzenił się do Tybetu, Chin, Mongolii, Japonii, Azji Południowo-Wschodniej. Od XIX wieku zdobywa też popularność na Zachodzie. Praktykowany był i jest w formach hinduistycznych, buddyjskich, dźinijskich.
Według filozofii tantry wszechświat znajduje się w stanie spójnego porządku. Istnieje dzięki działaniu twórczych sił Brahmy. Tantryzm uznaje, że świat składa się z dwóch różnych pierwiastków: męskiego i żeńskiego, zwanych często Śiwa i Śakti. Występują one też wewnątrz każdej osoby. Osiągnięcie mokszy polega na obudzeniu w sobie wewnętrznej energii kundalini i pozwoleniu jej na swobodny przepływ w górę organizmu. Tantrycy wykorzystywali różnorodne rytuały, często tajne, przywiązywali też wagę do relacji między guru, a uczniami.

## Filozofia sikhijska

Khanda – symbol sikhizmu

Sikhizm to religia monoteistyczna założona w XV wieku w Pendżabie przez Nanaka. Głosi, że wszystkie religie prowadzą do tego samego Boga i że sikh ma równe szanse na zbawienie niż wyznawca innej wiary. Zgodnie ze świętą księgą sikhów (Sri Guru Granth Sahib) Bóg jest „wszystkimi imionami i wszystkimi formami”. Drogą do kochającego Boga-Stwórcy jest wewnętrzne oddanie się mu, kontemplacja jego imienia oraz studiowanie świętych tekstów. Sikhizm głosi, że człowieka od Boga oddziela maja, tu rozumiana przeważnie jako wady charakteru. Na drodze do Boga bardzo ważne jest też kultywowanie zalet. Sikhizm głosi wiarę w reinkarnację i karmę, rozumiane w podobny sposób jak w Upaniszadach.

## Współczesna filozofia indyjska

### Teozofia

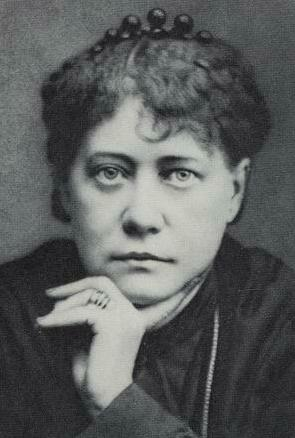
Helena Pietrowna Bławatska – współzałożycielka teozofii

Teozofia jest ruchem powstałym na Zachodzie, czerpie jednak z tradycji indyjskich kierunków idealistycznych takich jak wedantyzm i podobnie jak wiele odłamów hinduizmu naucza panteistycznej koncepcji kosmosu. Duży wpływ na teozofię miał też neoplatonizm. Teozofia głosi, że istnieje tylko jeden Absolut, a wszechświat jest jego emanacją (podobnie jak w adwajta-wedancie). Teozofowie uznają też prawo karmy i reinkarnację.

### Ramakryszna i Wiwekananda

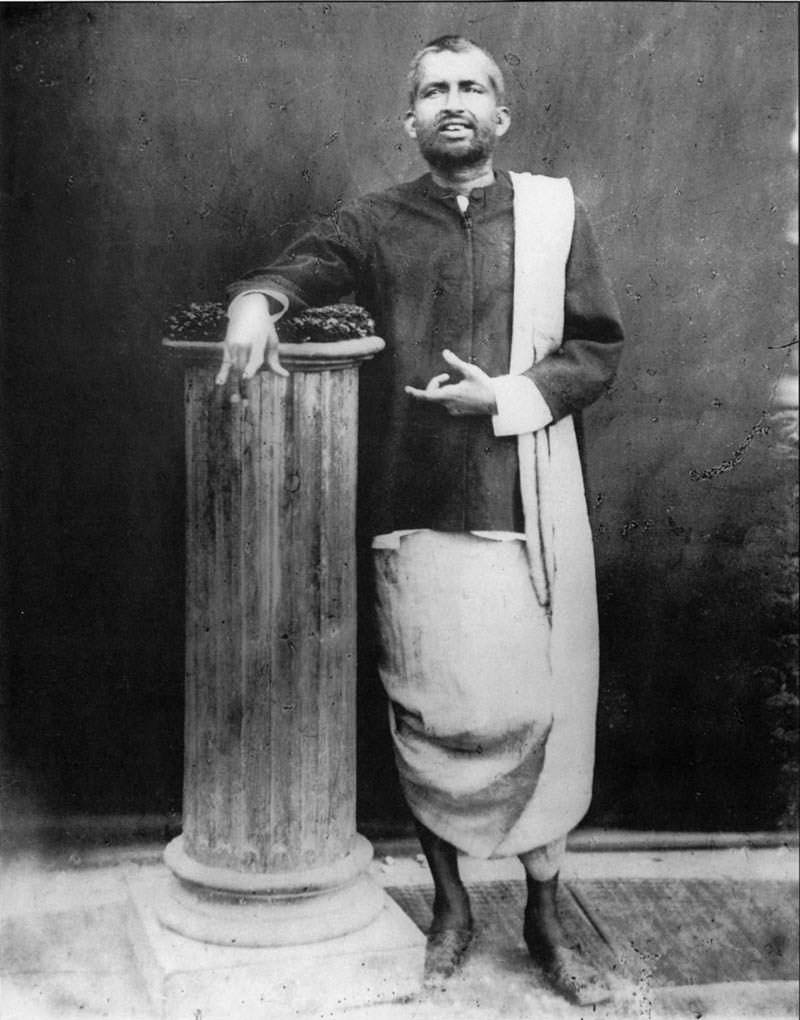
Ramakryszna (1881, Kalkuta)

Ramakryszna był jedną z głównych postaci współczesnego hinduizmu. Nauczał filozofii adwajta wedanty. Według niego naturą każdej istoty jest Bóg i każda dąży do osiągnięcia stanu całkowitego zespolenia się z nim. Wszystkie religie prowadzą do niego. Do osiągnięcia najwyższego oświecenia konieczne jest wyplenienie ze swojego umysłu wielu negatywnych emocji. Ramakryszna uważał, że cały świat to maja, która ma dwa aspekty: dobry i zły.
Filozofia Swamiego Wiwekanandy jest w dużej mierze oparta na naukach jego mistrza – Ramakryszny. Swami Wiwekananda był zwolennikiem Adwajta Wedanty i Jogi. Jako pierwszy przedstawił światu zachodniemu prawdziwą duchowość hinduistyczną. Dokonał tego w 1893 roku, w Chicago na Światowym Parlamencie Religii. Wygłosił tam wykład na temat wedanty oraz ekumenizmu, zgodnie z którym wszystkie religie są prawdziwe i prowadzą do tego samego Boga. Wiwekananda spotkał się z dużym poparciem członków Parlamentu, dziennikarzy i społeczeństwa amerykańskiego.
Głównymi tezami filozofii Wiwekanandy są: jedność istnienia, identyczność duszy jednostkowej zamieszkującej każdą istotę i Boga, jedność religii. Epistemologia Swamiego Wiwekanandy wyróżniała dwa rodzaje poznania: poznanie zmysłowe oraz „Wedę”, gdzie to drugie było rozumiane metaforycznie jako niepodważalną duchową wiedzę zdobywaną przez własne doświadczenie dzięki praktykom jogi.

### Mahatma Gandhi
Gandhi głosił tradycyjną filozofię Adwajta Wedanty, uzupełnioną o elementy etyki dźinijskiej. Mimo iż wychował się w tradycji hinduistycznej szanował wszystkie religie i uważał je za prawdziwe. Gandhi wierzył w wartości takie jak ahinsa (niekrzywdzenie, rozumiane jako niewyrządzenia krzywdy myślą, mową ni czynem), miłość, współczucie, nieustraszoność i bezinteresowność. Gandhi jako polityk uważał, że na nich powinno się opierać rządzenie państwem. Przywiązywał także wagę do poszukiwania prawdy. Uważał pacyfistyczną walkę (satjagraha), za metodę obrony przed uciskiem. Zdaniem Gandhiego ważne było rozwijanie w sobie nieprzywiązywanie do ciała ni rzeczy materialnych oraz wyzbywanie się materialnych pragnień. Dla Gandhiego ważna była także prostota. Uważał, że człowiek powinien być tylko w niewielkim stopniu zależny od technologii dlatego bardzo się starał o upowszechnienie w Indiach kołowrotków, które mogły zastąpić pod wieloma względami maszyny. Również uważał, że powinno się pokonywać choroby przede wszystkim zmianą diety i stylu życie oraz lekami ziołowymi, wodą, ziemią itp. raczej niż lekarstwami chemicznymi.

### Rabindranath Tagore

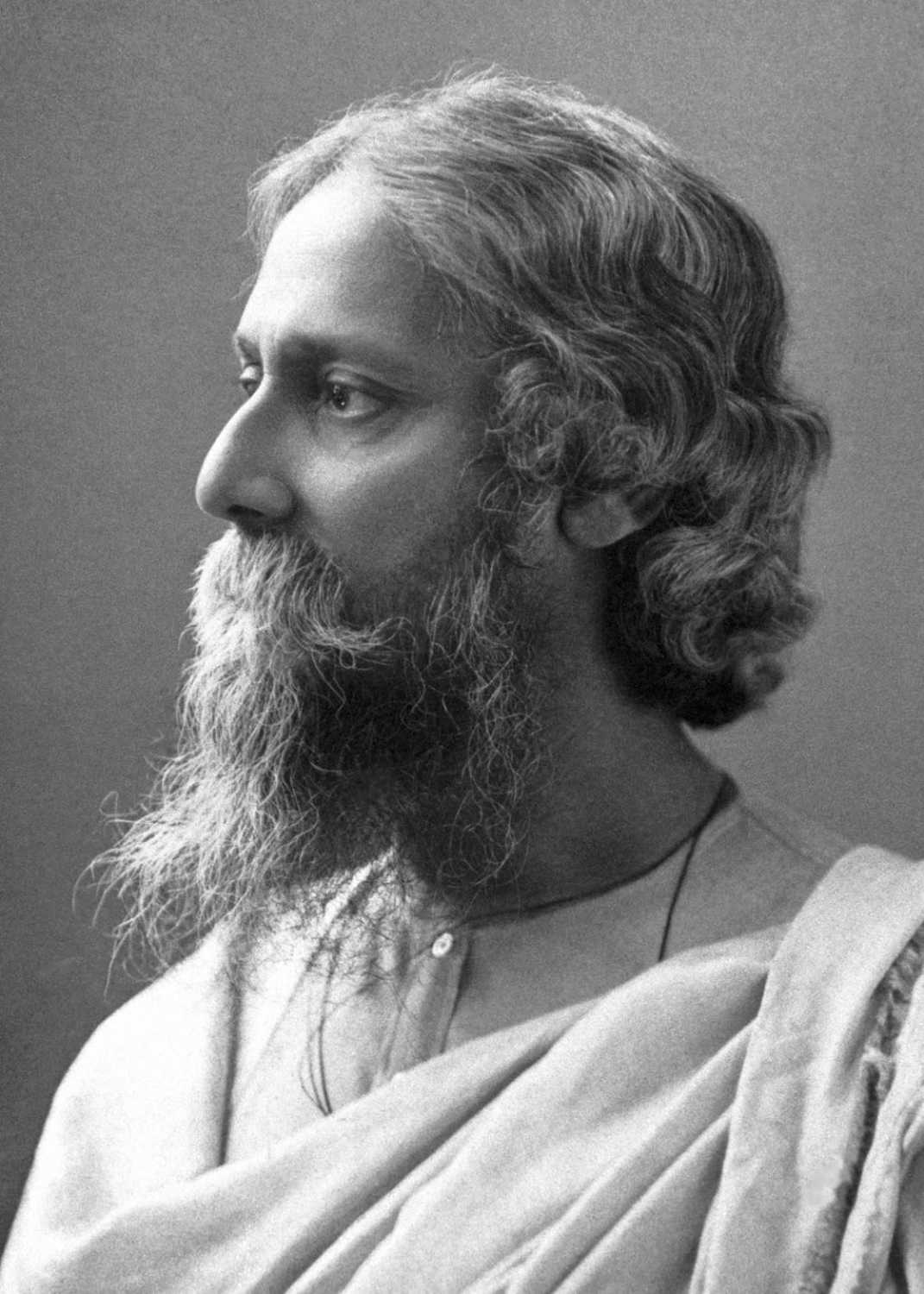
Rabindranath Tagore około 1915 roku.

Rabindranath Tagore przywiązywał dużo wagi do twórczej ekspresji człowieka, szczególnie w sferach takich jak poezja czy malarstwo. Uważał, że powinno się żyć w jedności i harmonii z innymi ludźmi, naturą, światem. Tagore dążył także do jedności świata Wschodu i Zachodu. Wierzył, że wszystkie byty składają się razem na jeden organizm – Boga – który ma duszę i jego naturą jest miłość. Tagore kładł nacisk na wyzbywanie się strachu, miłość, radość oraz trwanie w Bogu mimo wykonywania własnych obowiązków.

### Sarvepalli Radhakrishnan
Sarvepalli Radhakrishnan opierał swą myśl na tradycyjnej filozofii hinduistycznej. Przejął także liczne wpływy zachodnie, szczególnie heglizm. Mimo iż opierał się na adwajta wedancie Śankary odszedł od niej poniekąd, opowiadając się za jaźnią jednostkową i Bogiem osobowym (ten drugi występuje wprawdzie w adwajcie jednak nie jest akcentowany). Skłaniał się bardziej ku filozofii Zachodu. Starał się aby filozofia indyjska została uznana przez Zachód i traktowana z należytym szacunkiem.

### Aurobindo Ghose

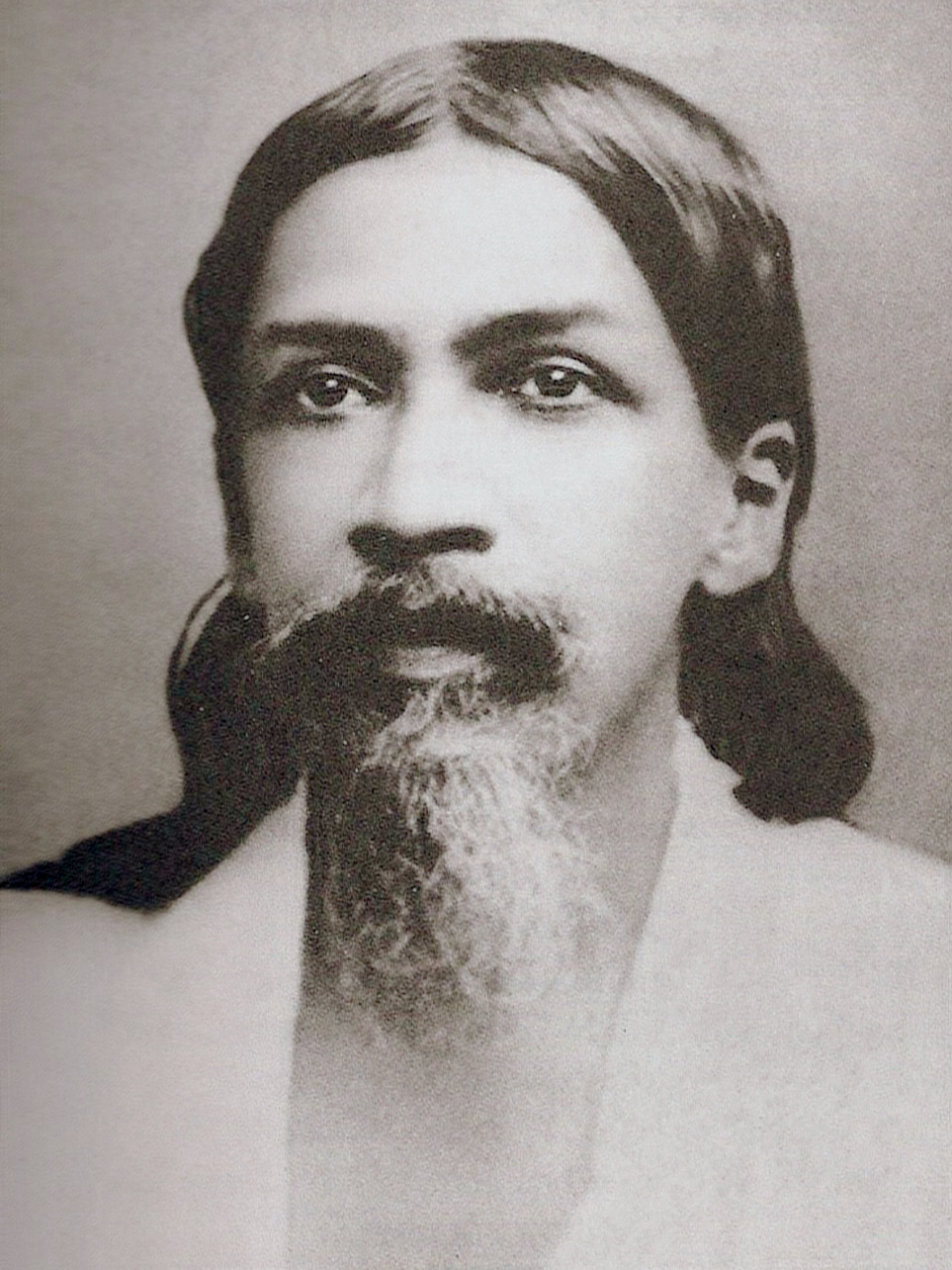
Aurobindo Ghose

Filozofia Aurobindo Ghose głosiła absolutny monizm. Zdaniem myśliciela indyjskiego istnieje tylko jedna absolutna rzeczywistość, która jest ponad logiką i może być doświadczona wyłącznie intuicją. Według Aurobindo Ghose zarówno wyższa, jak i niższa natura ludzka wywodzi się z tej jedynej rzeczywistości, a dokładniej jej aspektu zwanego Boginią Matką. Wszechświat stanowi manifestacją Absolutu. Aurobindo uważał, że trzeba być tego świadomym, aby połączyć się, zjednoczyć i zespolić z Absolutem.

### Ramana Maharyszi

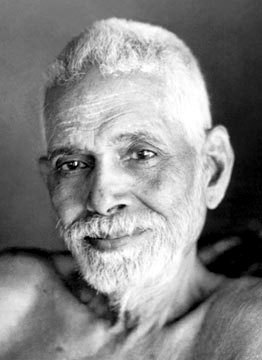
Ramana Maharyszi

Ramana Maharyszi nauczał doktryny adwajty. Uważał nieustanne zadawanie sobie pytania Kim jestem? i wyciszenie wszystkich innych myśli (mimo normalnego wykonywania czynności) za prawdziwą drogę do Boga i urzeczywistnienia własnej Jaźni. Po wystarczająco długiej praktyce tej techniki człowiek uświadomi sobie, że jest Bogiem, podobnie jak wszystkie inne istoty. Ramana podkreślał także jedność Jaźni, Boga i Guru.

## Filozofia indyjska poza Indiami
Religie powstałe w Indiach, szczególnie hinduizm i buddyzm, są od starożytności i średniowiecza praktykowane w innych częściach Azji takich jak Azja Południowo-Wschodnia (buddyzm i hinduizm), Indonezja (hinduizm i buddyzm), Tybet (buddyzm), Mongolia (buddyzm), Daleki Wschód (buddyzm). Buddyzm poza-indyjski przemieszał się jednak w wielu przypadkach z miejscowymi religiami i filozofiami takimi jak np. konfucjanizm czy taoizm. W krajach takich jak Chiny, Japonia czy Korea oryginalna forma indyjskiej filozofii buddyjskiej została zatracona. Buddyzm tamtych regionów skłania się bardziej ku chińskiej tradycji taoistycznej. Chan (Zen), czyli najbardziej znany nurt buddyjskiej filozofii w Chinach, Korei i Japonii ma indyjskie korzenie. Za pierwszego patriarchę tego nurtu jest uważany półlegendarny indyjski mnich Bodhidharma, który na przełomie V-VI wieku przybył do Chin, gdzie nauczał m.in. w słynnym klasztorze Szaolin. Jego nauki zostały przemieszane z chińską tradycją i w tej formie trafiły do Korei, a w XII wieku do Japonii, gdzie uległy dalszym modyfikacjom. Mimo tych przeobrażeń, filozofia buddyjska wywarła ogromny wpływ na życie umysłowe Dalekiego Wschodu. Uważa się jednak, że buddyzm tybetański wiernie przechował pierwotną formę nauk Buddy i jest bardzo bliski, jeśli nie identyczny z oryginalnym buddyzmem indyjskim.

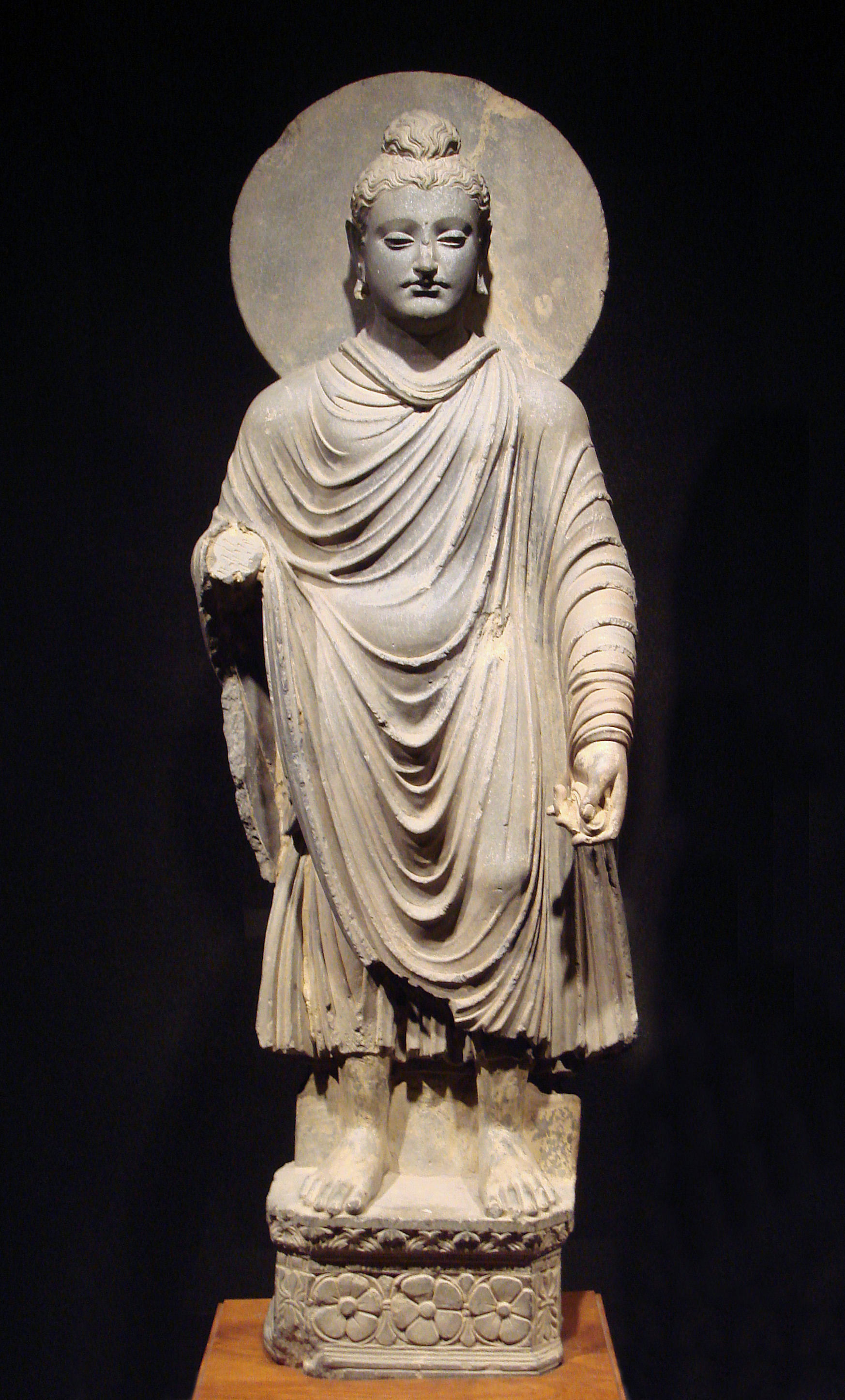
Posąg Buddy pochodzący z Baktrii wykonany w stylu greckim

Już od starożytności buddyzm i hinduizm znane były Europejczykom za sprawę kontaktów handlowych, militarnych i podróżniczych. Szczególne silne są wpływy buddyzmu w starożytnej Baktrii (wówczas państwa greckiego). Często jednak wizje hinduizmu i buddyzmu, które przywozili ze sobą do własnych krajów europejscy podróżnicy były oparte na powierzchownych osobistych ocenach i miały niewiele wspólnego z prawdą. Także fałszywa propaganda rozprowadzana przez chrześcijańskich misjonarzy spowodowała kompletnie błędne wyobrażenia o filozofiach i religiach indyjskich na Zachodzie. Nieprawdziwe opinie o duchowości hinduskiej zaczęły być rozpraszane dopiero pod koniec osiemnastego wieku do dziś nie zostały jednak usunięte.

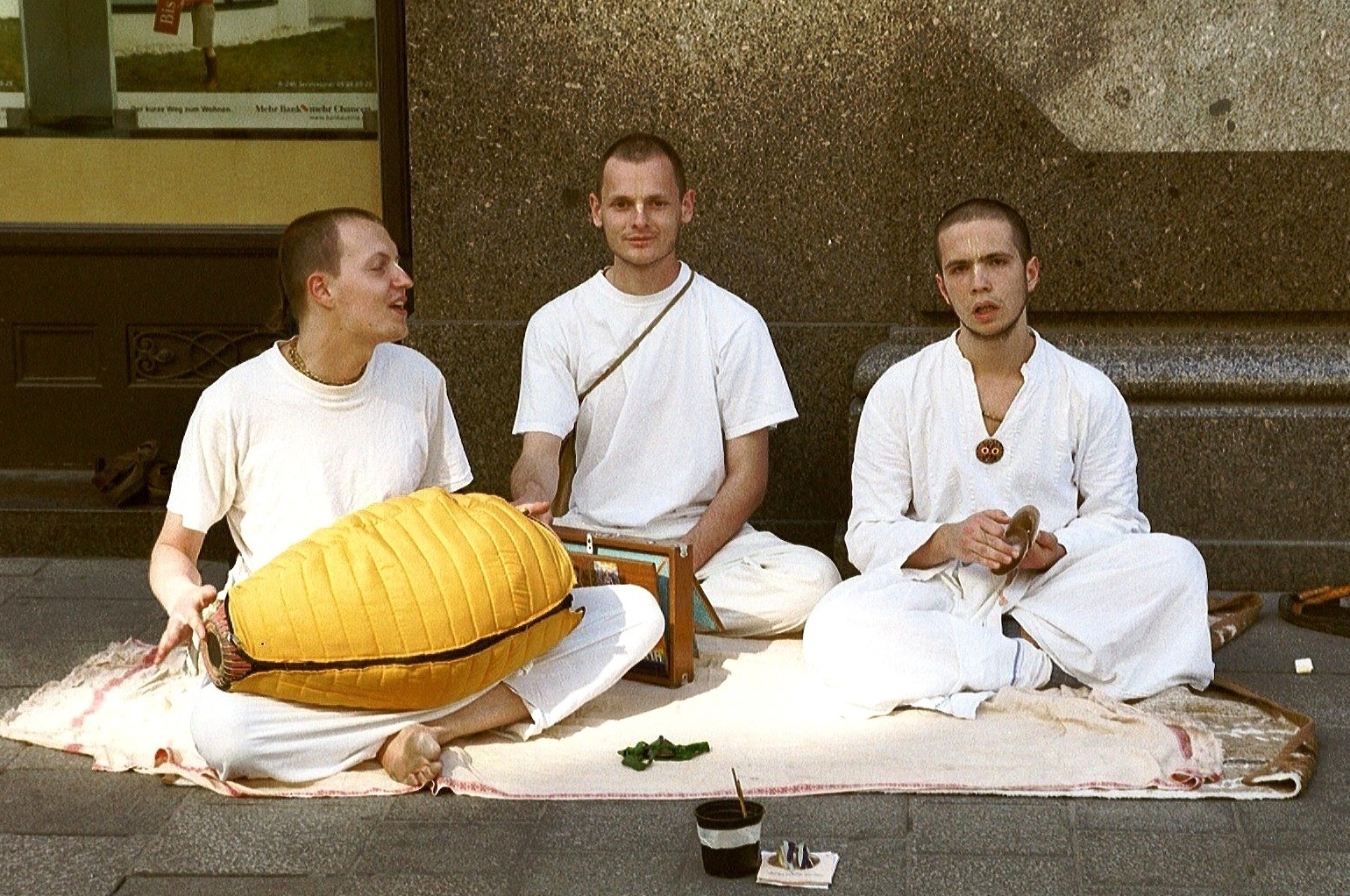
Członkowie Międzynarodowego Towarzystwa Świadomości Kryszny podczas ulicznego bhadźana w Wiedniu (Austria).

Pod koniec XVIII wieku rozpoczęła się na Zachodzie fascynacja filozofią indyjską. Największą popularnością cieszą się buddyzm i adwajta-wedanta. Można mówić o dwóch falach owej fascynacji, które w dużej mierze pokrywały się ze sobą w czasie. Pierwsza, rozpoczęta w drugiej połowie osiemnastego wieku, miała związek z pojawieniem się przekładów Upaniszad, innych tekstów sanskryckich oraz świętych ksiąg buddyjskich na języki europejskie. W europejskiej filozofii filozofią indyjską inspirowali się Arthur Schopenhauer i Fryderyk Nietzsche. Wśród poetów i pisarzy zafascynowanych duchowością indyjską można wymienić postacie takie jak Johann Wolfgang von Goethe, William Butler Yeats, Mark Twain, Hermann Hesse czy Thomas Stearns Eliot. Ów nurt jest dzisiaj jednak znacznie słabszy. Druga fala, trwająca i nasilająca się do dziś, rozpoczęła się od historycznego wystąpienia Swamiego Wiwekanandy na Światowym Parlamencie Religii w Chicago. Jako pierwszy przedstawił ogółowi społeczeństwa amerykańskiego filozofię wedanty i jogi. Nauki wedanty oraz jego mistrza – Ramakryszny rozpowszechniały również organizacje, które założył. Drugim mistrzem duchowym, który przedstawił Zachodowi hinduizm był Paramahansa Jogananda. Później wielu innych mistrzów duchowych, ich zwolennicy oraz członkowie indyjskich organizacji duchowych zaczęli przyjeżdżać na Zachód. Najważniejsze postacie i grupy, które spowodowały rozwój hinduizmu na Zachodzie to: Ramakryszna (i związana z nim organizacja Ramakrishna Math), Światowy Uniwersytet Duchowy Brahma Kumaris, Międzynarodowe Towarzystwo Świadomości Kryszny, Maharyszi Mahesz Jogi, Towarzystwo Teozoficzne, Swaminarajan, Swami Wiwekananda, Sathya Sai Baba, Shirdi Sai Baba, Paramahansa Jogananda, Osho. Jogi Bhadżan natomiast spopularyzował sikhizm. Ze znanych pisarzy inspirujących się hinduizmem można wymienić Aldousa Huxleya czy Lwa Tołstoja. Niektórzy muzycy znajdujący się pod wpływem filozofii indyjskiej to członkowie zespołów: The Beatles (zwł. George Harrison), Yes; Bobby McFerrin, Alanis Morissette, Alice Coltrane, Dana Gillespie, Patti Smith, Pete Townshend. Spośród naukowców natomiast można podać przykłady osób takich jak: Albert Einstein, Niels Bohr, Carl Sagan, Erwin Schrödinger czy Robert Oppenheimer. W latach 60. i 70. fascynacja filozofią hinduską przyjęła charakter niemal masowy, a to za sprawą hippisów. Nie można również pominąć wpływu na cały świat wybitnych postaci, cieszących się powszechnym szacunkiem takich jak Mahatma Gandhi czy Rabindranath Tagore. Idee tego pierwszego zainspirowały m.in. wielkich przywódców społecznych takich jak Martin Luther King Jr. czy Nelson Mandela.
Upowszechnienie myśli indyjskiej w Europie, Afryce i Ameryce ma także związek z migracją Hindusów do tamtych rejonów.